# Lepontische Sprache

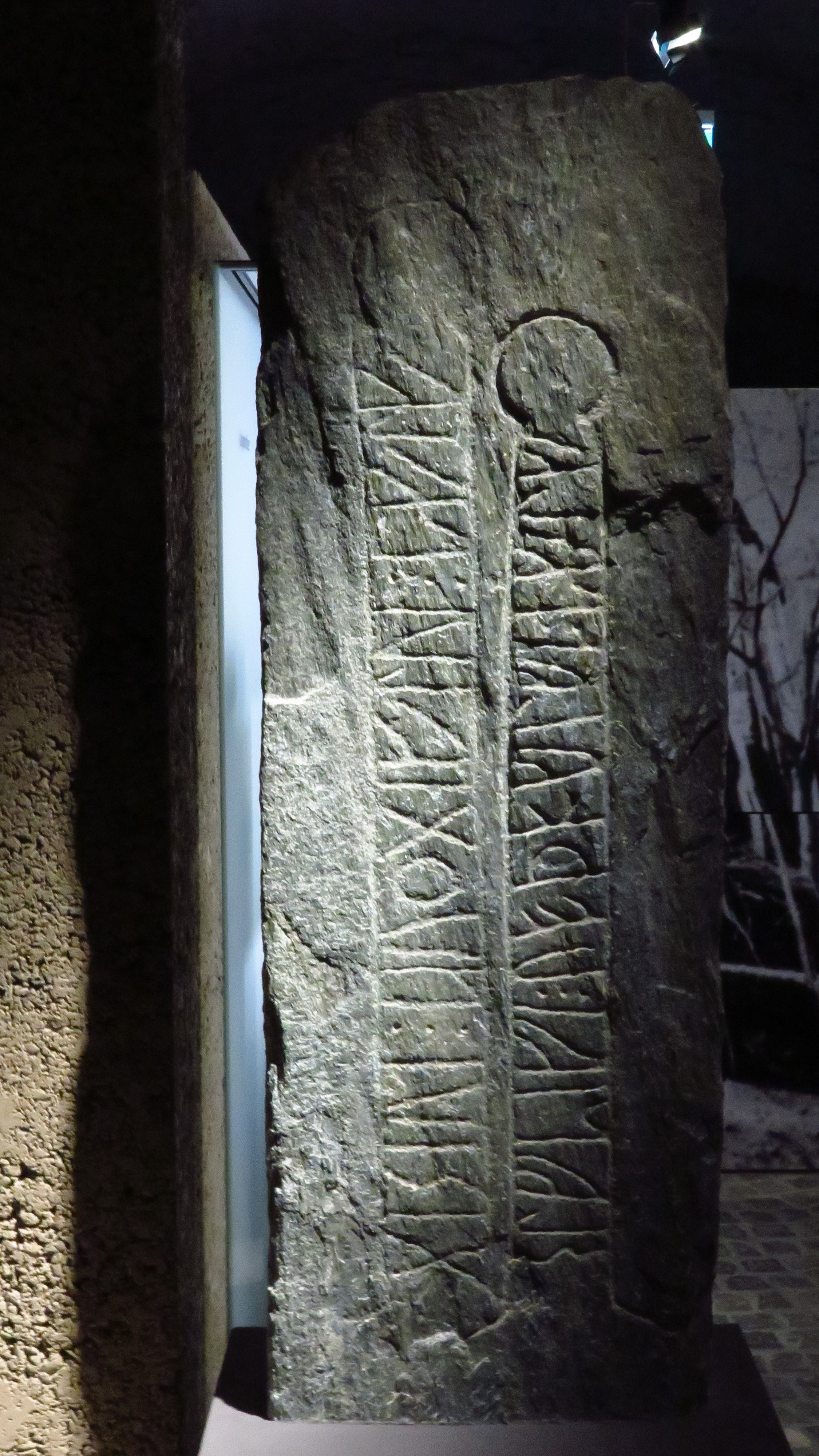
Lepontische Inschrift von Davesco-Soragno

Die lepontische Sprache (selten Keltoligurisch) ist eine ausgestorbene festlandkeltische Sprache. Sie wurde in Oberitalien im Alpenvorland gesprochen, im Gebiet des Lago Maggiore, des Luganersees, des Comer Sees und auf der Po-Ebene. Hauptsiedlungsgebiet der Lepontier war die Gegend um den Luganersee (Golasecca-Kultur seit dem 13. Jahrhundert  v. Chr.). Sie gehört zu den vorrömischen Sprachen Italiens und ist diejenige der festlandkeltischen Sprachen, deren Zeugnisse als die frühesten erhaltenen gelten.

Sprachgebiete im Italien des 6. Jahrhunderts v. Chr.

Einige frühe lepontische Inschriften wurden auf das 7. und 6. Jahrhundert v. Chr. datiert. Die genutzte Schrift ist durch das Alphabet von Lugano dokumentiert und stammt von der etruskischen Schrift ab. Der Textkorpus der infrage kommenden Texte für die Lepontische Sprache beläuft sich auf über 400 Inschriften, darunter auch Bilinguen, die denselben Text auf Lateinisch und Lepontisch wiedergeben. Längere Texte wie etwa der Stein von Prestino nahe Como sind allerdings selten. Unter anderem deshalb ist die Abgrenzung des Lepontischen zum Gallischen und der Verwandtschaftsgrad der zwei Sprachen noch sehr unklar, sodass bis heute nicht bekannt ist, ob die keltischen Inschriften Oberitaliens ausschließlich dem Lepontischen zuzuweisen sind oder sich die Textzeugnisse auf beide Sprachen verteilen. Eine Möglichkeit ist, dass das Lepontische ab dem 4. Jahrhundert v. Chr. immer stärker durch das Gallische beeinflusst wurde und sich schließlich stark daran anglich.
Lange Zeit war die Forschung der Ansicht, dass die Lepontische Sprache inklusive ihrer Schriftform um 100 v. Chr. ausgestorben sei; die ältesten Textzeugnisse aus dem Raum der Schweiz datierten sogar in das 4. oder 3. Jahrhundert v. Chr. Zwischen 2008 und 2019 kamen jedoch im Kanton Wallis an drei Fundorten mehrere neue Inschriften zutage, die belegen, dass die Sprache noch bis in das 1. oder 2. Jahrhundert n. Chr., also in die römische Zeit hinein, genutzt wurde.